# کارمن وییالوبوس
کارمن وییالوبوس (به اسپانیایی: Carmen Villalobos) (زادهٔ ۱۳ ژوئیه ۱۹۸۳) بازیگر و مدل کلمبیایی و متولد بارانکیلا است. او بیشتر برای بازی در نقش کاتالینا سانتانا در مجموعهٔ تلویزیونی Sin senos no hay paraíso که بر اساس کتابی از گوستاوو بولیوار با عنوان Sin tetas no hay paraíso ساخته شده‌بود، معروف و سرشناس است. وی نقش معتبر دیگری نیز در مجموعهٔ تلموندو، El Señor de los Cielos, به دست آورد که نقش شخصیت لئونور لایستروس را در آن داشت. وی اخیراً در مجموعهٔ جدید Sin senos sí hay paraíso, که بر اساس کتاب دیگری از گوستاوو بولیوار تحت عنوان Sin tetas si hay paraíso, ساخته شده‌است، نقش کاتالینا سانتانا را مجدداً ایفا کرد که شامل صحنه‌هایی به عنوان فلاش‌بک و تک‌جلوه بودند.ولی در فصل دوم او به عنوان یک کاراکتر اصلی وارد مجموعه شد.

## مجموعه‌های تلویزیونی
| عنوان                            | سال          | نقش                         | یادداشت                                                                  |
| -------------------------------- | ------------ | --------------------------- | ------------------------------------------------------------------------ |
| باشگاه ۱۰                        | ۱۹۹۹         | Abi                         |                                                                          |
| عشق تا پای کوره                  | ۲۰۰۳         | Ernestina "Nina" Pulido     |                                                                          |
| دورا، قیّم                        | ۲۰۰۴         | Catalina Urdaneta           |                                                                          |
| توفان                            | ۲۰۰۵–۲۰۰۶    | Trinidad Ayala              | Co-lead role                                                             |
| عشق مرکادو                       | ۲۰۰۶         | Beatriz "Betty" Gutiérrez   |                                                                          |
| بی سینه‌ها بهشتی نبود             | ۲۰۰۸–۲۰۰۹    | Catalina Santana            | Lead role; 175 episodes                                                  |
| کودکان غنی، والدین فقیر          | ۲۰۰۹         | Alejandra Paz               | Lead role                                                                |
| چشم بر چشم                       | ۲۰۱۰         | Nadia Monsalve              | Lead role                                                                |
| قلب من بر لولا وولکان اصرار دارد | ۲۰۱۱         | María Dolores "Lola" Volcán | Lead role; 133 episodes                                                  |
| ساخته‌ی کارتاگنا                  | ۲۰۱۲         | Flora María Díaz            | Lead role                                                                |
| پروردگار آسمان‌ها                 | ۲۰۱۳–۲۰۱۶    | Leonor Ballesteros          | Recurring role (season 1), main role (season 2-3); Guest role (season 4) |
| پرنسس‌ها                          | ۲۰۱۶         | Vanessa Mondragón           | 19 episodes                                                              |
| بی سینه‌ها هم بهشت بود            | 2016–present | Catalina Santana            | Guest role (season 1); Main role (season 2)                              |

## جوایز و نامزدی‌ها
| سال  | جایزه            | رده                                  | اثر                              | نتیجه    |
| ---- | ---------------- | ------------------------------------ | -------------------------------- | -------- |
| ۲۰۱۲ | جوایز تو موندو   | مکلمل کامل(همراه با خنکارلوس کانلا)  | قلب من بر لولا وولکان اصرار دارد | نامزدشده |
| ۲۰۱۲ | جوایز تو موندو   | بهترین بوسه(همراه با خنکارلوس کانلا) | قلب من بر لولا وولکان اصرار دارد | نامزدشده |
| ۲۰۱۳ | مردم در اسپانیول | بهترین بازیگر پشتیبان                | پروردگار آسمان                   | نامزدشده |
| ۲۰۱۴ | جوایز تو موندو   | بازیگر محبوب پیشتاز                  | پروردگار آسمان                   | نامزدشده |
| ۲۰۱۵ | جوایز تو موندو   | بازیگر محبوب پیشتاز: سریال           | پروردگار آسمان                   | نامزدشده |
| ۲۰۱۵ | جوایز تو موندو   | مکمل کامل(همراه با رافائل آمایا)     | پروردگار آسمان                   | نامزدشده |
| ۲۰۱۶ | میامی لایف       | بهترین بازیگر پیشتاز تله‌نولا         | پروردگار آسمان                   | نامزدشده |
| ۲۰۱۷ | جوایز تو موندو   | من سکسی‌ام، خودم هم می‌دونم            | بی سینه‌ها هم بهشت بود            | برنده    |